# Спатаєво
Спата́єво (каз. Спатаев) — село у складі Ордабасинського району Туркестанської області Казахстану. Входить до складу Торткольського сільського округу.
Населення — 967 осіб (2021; 1144 у 2009, 986 у 1999, 829 у 1989).